# Chalifert
 Chalifert  es una población y comuna francesa, en la región de Isla de Francia, departamento de Sena y Marne, en el distrito de Torcy y cantón de Thorigny-sur-Marne.

## Demografía
| 432 | 454 | 418 | 401 | 339 | 355 | 361 | 314 | 278 | 271 | 268 | 260 | 242 | 241 | 231 | 208 | 217 | 215 | 191 | 202 | 178 | 191 | 236 | 200 | 176 | 235 | 229 | 339 | 462 | 603 | 831 | 1050 | 1161 |
| Para los censos de 1962 a 1999 la población legal corresponde a la población sin duplicidades (Fuente: INSEE [Consultar]) |     |     |     |     |     |     |     |     |     |     |     |     |     |     |     |     |     |     |     |     |     |     |     |     |     |     |     |     |     |     |      |      |